# Paul-Friedrich Strauß
Paul-Friedrich Strauß (* 16. Juni 1922 in Stendal, Altmark) ist ein Brigadegeneral a. D. des Heeres der Bundeswehr.

## Leben
Geboren in Stendal, aufgewachsen in der Altmark, rückte er nach dem Abitur 1940 beim Reichsarbeitsdienst in Ostpreußen ein. Am 6. Juli 1941 begann sein Kriegseinsatz. Strauß brachte es bis zum Leutnant und Kompanieführer und wurde mehrfach verwundet.
Nach seiner Dienstzeit in der Wehrmacht und kurzer Kriegsgefangenschaft entschloss sich Strauß im April 1946, in den Westen zu gehen, da er im heimatlichen Holzverarbeitungsbetrieb der Eltern in der Altmark keine Zukunft mehr sah. Er wurde selbständiger Kfz-Kaufmann und trat im September 1956 als Oberleutnant in die Bundeswehr ein. Hier brachte er es bis zum stellvertretenden Divisionskommandeur mit dem Dienstgrad Brigadegeneral.

### Verwendungen
- 1958–1961 Ltr Abt. Ausbildungsmaterial Spezialstab ATV Panzertruppenschule
- 1962–1964 stvBtlKdr Pz(L)Btl 93
- 1964–1965 S1 HOS 1, Hannover
- 1965–1968 Kdr PzBtl 213, Augustdorf
- 1968–1970 S3 I.Korps, Münster
- 1970–1975 Referatsleiter P III/4 (Pz) BMVg, Bonn
- 1975–1979 Kdr Panzerbrigade 12, Amberg
- 1979–1982 stvKdr 1. Gebirgsdivision Garmisch-Partenkirchen, anschließend Übertritt in den Ruhestand.

### Auszeichnungen
- Eisernes Kreuz (1939) II. und I. Klasse
- Panzerkampfabzeichen Silber
- Verwundetenabzeichen (1939) in Silber
- Bundesverdienstkreuz II. und I. Klasse (1982)[1]